# پاسبان (فیلم ۲۰۱۳)
پاسبان (به انگلیسی: The Constable) یک فیلم اکشن و درام محصول سال ۲۰۱۳ سینمای هنگ کنگ به نویسندگی، تهیه‌کنندگی و کارگردانی دنیس لا با بازی سیمون یام است.

## داستان
لام کواک کوئن افسر پلیسی است که سال‌ها در نیروی انتظامی خدمت کرده و دستاوردهای تحسین‌برانگیزی دارد. او اکنون از پسر اوتیسمی خود، چانگ مراقبت می‌کند.
در شبی، یک دختر زیبای مست در خیابان راه می‌رود. گروهی از اراذل و اوباش اقدام به سرقت و تجاوز به دختر می‌کنند، لام ظاهر می‌شود و همه اراذل را شکست می‌دهد و دختر را نجات می‌دهد و …